# 알폰소 페레스
알폰소 페레스(스페인어: Alfonso Pérez Muñoz, 1972년 10월 26일, 스페인 헤타페 ~ )는 스페인의 축구 선수로, 포지션은 스트라이커였다.

## 수상
레알 마드리드
- 라 리가 : 1994-95
- 코파 델 레이 : 1992-93
- 수페르코파 데 에스파냐 : 1990, 1993

베티스
- 2004-05 코파 델 레이 우승

스페인 U-23
- 하계 올림픽: 1992